# Série BCDymf 1001 e 1002 da CP

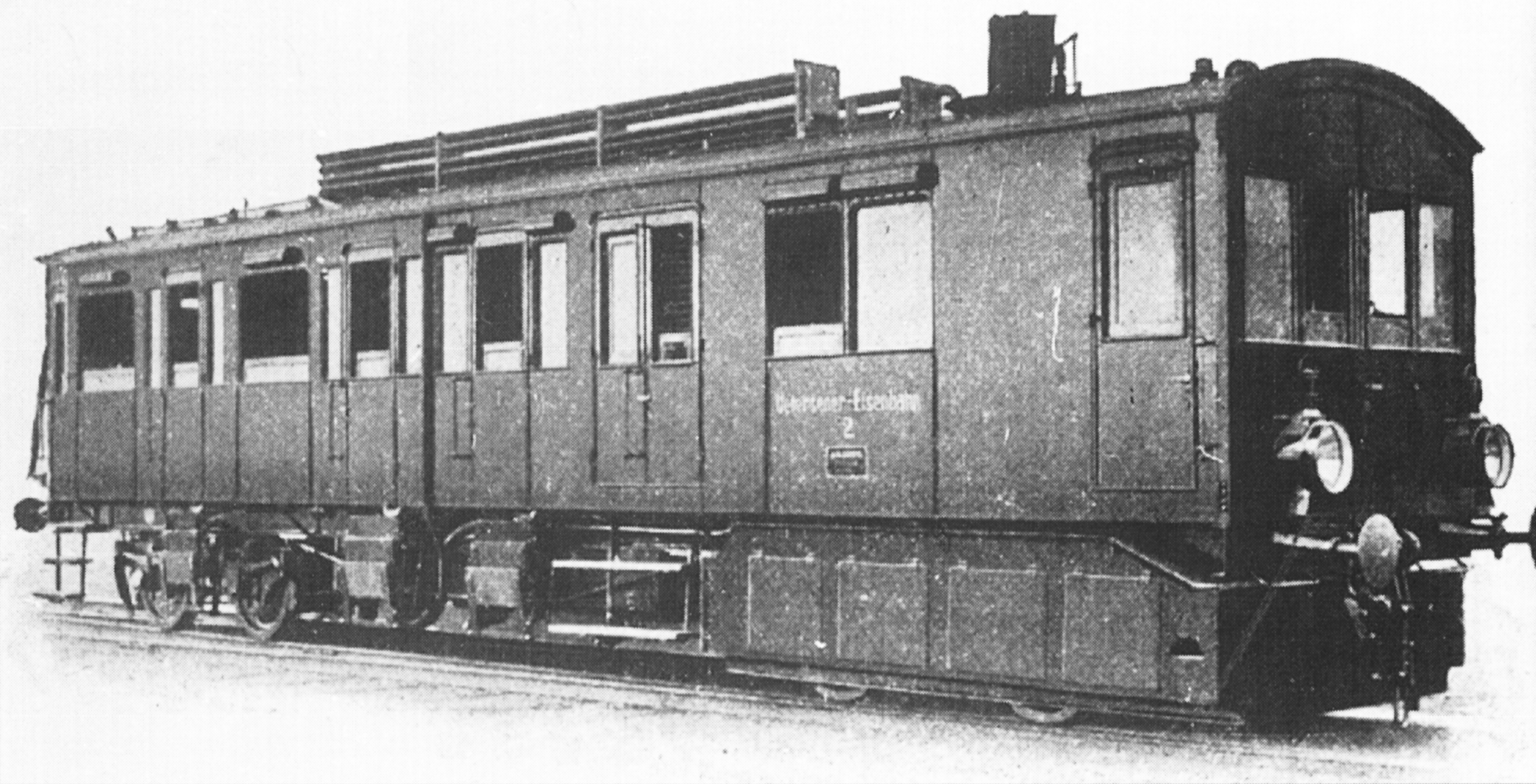
Borsig UeE 2, de 1908, semelhante às BCDymf1000 do ano seguinte.

Esta série de material circulante CP foi composta por duas unidades automotoras a vapor, BCDymf1001 e BCDymf1002, também conhecidas pelo nome do fabricante, a casa alemã Borsig. Chegaram em Portugal em 1906; foram numeradas inicialmente 201 e 202, e depois 71 e 72. [carece de fontes?] Efetuaram serviço, entre muitos outros troços, no Ramal do Seixal.